# California Golden Bears football
I California Golden Bears sono la squadra di football americano di college che rappresenta l'Università della California - Berkeley. Gioca le partite interne nel California Memorial Stadium, costruito in onore delle vittime della prima guerra mondiale. 
Dal 2013 l'allenatore della squadra è Sonny Dykes. La squadra ha vinto cinque titoli nazionali, l'ultimo dei quali nel 1937.

## Titoli nazionali
| Anno                     | Allenatore               | Selettore                                                                         | Record                   | Bowl      | Risultato                       |
| ------------------------ | ------------------------ | --------------------------------------------------------------------------------- | ------------------------ | --------- | ------------------------------- |
| 1920                     | Andy Smith               | Billingsley, Football Research, Helms, Houlgate, National Championship Foundation | 9–0                      | Rose Bowl | Cal 28, Ohio St. 0              |
| 1921                     | Andy Smith               | Boand, Football Research                                                          | 9–0–1                    | Rose Bowl | Cal 0, Washington & Jefferson 0 |
| 1922                     | Andy Smith               | Houlgate, National Championship Foundation                                        | 9–0                      | –         | –                               |
| 1923                     | Andy Smith               | Houlgate                                                                          | 9–0–1                    | –         | –                               |
| 1937                     | Stub Allison             | Dunkel, Helms                                                                     | 10–0–1                   | Rose Bowl | Cal 13, Alabama 0               |
| Totale titoli nazionali: | Totale titoli nazionali: | Totale titoli nazionali:                                                          | Totale titoli nazionali: | 5         | 5                               |